# Mychniw
Mychniw (ukr. Михнів) – wieś na Ukrainie, w obwodzie chmielnickim, w rejonie szepetowskim, w hromadzie Zasław, nad Horyniem. W 2001 roku liczyła 934 mieszkańców.
Znajduje się tu przystanek kolejowy Mychniwka, położony na linii Szepetówka – Tarnopol.

## Historia
Pierwsza wzmianka o miejscowości pochodzi z 1519 roku. Właścicielami wsi byli wówczas Zasławscy, a od połowy XVIII wieku była ona własnością Sanguszków. Została mocno zniszczona w czasie powstania Chmielnickiego. W 1861 roku została siedzibą nowo utworzonej wołości machnowskiej w guberni wołyńskiej. W 1871 roku otwarto we wsi szkołę publiczną. W czasie II wojny światowej Mychniw znajdował się pod okupacją niemiecką od 5 lipca 1941 roku do 28 lutego 1944 roku. Podczas odwrotu hitlerowcy podpalili wieś.